# Grady, Novi Meksiko
Grady je selo u okrugu Curryju u američkoj saveznoj državi Novom Meksiku. Prema popisu 2010. u Gradyju živjelo je 107 stanovnika. 

## Povijest
Grady je osnovan 1907. godine, Imao je snažnu zajednicu farmera i rančera. Selo je dobilo ime po Pearlu B. Gradyju, koji je bio vlasnik većeg dijela zemljišta na kojem je niknulo selo. Ujedno je bio prvi načelnik poštanskog ureda. 
Grady je trebao biti željeznički depo za prugu ATSF, ali ga je na kraju pruga mimoišla.
Tijekom povijesti u Gradyju je bio hotel, dvije prodavaonice, banka, liječnik, zubar, ljekarna, kafić, prodavaonica drvne građe i željezarije te još malih poslovnih prostora. Požar 1925. godine progutao je cijelu južnu stranu sela, uništivši sve osim hotela. Veljače 1952. godine udar tornada na Grady uništio je nekoliko domova. Od 1960-ih broj stanovnika je oko 100 stanovnika, uglavnom starijih. Javna škola je središnji dio Gradyja. Selo trpi zbog pada stanovništva i rezova u državnom proračunu.

## Zemljopis
Nalazi se na 34°49′19″N 103°19′0″W / 34.82194°N 103.31667°W, u fiziografskoj podregiji Istočnom Novom Meksiku, u dijelu znanom kao Llano Estacado. Prema Uredu SAD-a za popis stanovništva, zauzima 0,52km2 površine, sve suhozemne.

## Stanovništvo
Prema podatcima popisa 2000. u Gradyju je bilo 98 stanovnika, 38 kućanstava i 28 obitelji, a stanovništvo po rasi bili su 90,82% bijelci, 7,14% ostalih rasa te 2,04% dviju ili više rasa. Hispanoamerikanaca i Latinoamerikanaca svih rasa bilo je 10,20%.